# 費迪南·福煦
費迪南·福煦（法語：Ferdinand Foch；1851年10月2日—1929年3月20日），法國陸軍將領，曾被授勳法國元帥，活躍於第一次世界大战西線戰場，是戰爭後期協約國總司令。俄羅斯軍事科學院評價其為歷史百大名將。

## 經歷
福煦於普法戰爭時被徵召入伍、進入海軍陸戰隊服役，戰後決定留在軍隊發展。1881年晋升少校，在参谋部三局任职。1887年，毕业于法国高等军事学院。1895年在高等军事学院读研究生。1896年——1900年任高等军事学院教授。1900年晋升中校。1908年——1911年任高等军事学院院长。1911年晋升中将，调任第13师师长。次年升任军长。
第一次世界大战中曾率部隊協助霞飛將軍贏得馬恩河會戰勝利。之後歷任法军第九軍團司令、“北方”集團軍司令、法军总参谋长，战争后期任协约国联军总司令，对协约国最终战胜以德国为首的同盟国有重大貢獻。1918年7至8月間指揮協約國軍分別發動攻勢，對德國魯登道夫將軍予以沈重打擊。8月6日获法国元帅军衔。同年11月11日代表協約國與德國代表在貢比涅森林的雷道車站火車上裏簽訂停戰協定（史稱「福煦車廂」）。1919年起任协约国最高军事委员会主席。战后，获英国陆军元帅和波兰元帅称号。著有《作战原则》等军事著作。
可是福煦不滿意凡爾賽條約沒有徹底瓦解德國發動戰爭的潛力，因此認為條約的簽訂並不是和平，而將僅僅是二十年的休戰。而第二次世界大戰在二十年六十五天後爆發。

## 紀念
法國海軍克里孟梭級航空母艦二號艦被命名為「福煦號」（後被轉售給巴西海軍並改名為聖保羅號航空母艦）。巴黎有福煦路（福煦大道）。1945年以前同名的福煦路是上海公共租界和上海法租界的界路之一，是上海市区的主干道之一，现名为“延安中路”。天津法租界有一条道路被称为福煦将军路，中華人民共和國成立後改称滨江道，现为步行商业街。

## 延伸閱讀
- Doughty, Robert A. Pyrrhic Victory: French Strategy and Operations in the Great War (Harvard U.P. 2005)
- Greenhalgh, Elizabeth. "Command in a Coalition War: Reassessing Marshal Ferdinand Foch" French History and Civilization. Papers from the George Rudé Seminar. Volume 2 (2009) pp 91–100 online （页面存档备份，存于）
- Neiberg, Michael S. Foch: Supreme Allied Commander in the Great War (Brassey’s Inc., 2003), short popular biography

## 外部連結
- Unjustly Accused: Marshal Ferdinand Foch and the French 'Cult of the Offensive' （页面存档备份，存于）
- Biography on FirstWorldWar.com （页面存档备份，存于）
- Foch's Biography in French on the Immortals page of the Académie française
- Foch the Man, by Clara E. Laughlin - 古腾堡计划
- 在Find a Grave上的費迪南·福煦

1. ↑  加列耶夫（2015年），第145-156页